# نورآباد (زاوه)
نورآباد روستایی در دهستان زاوه بخش مرکزی شهرستان زاوه استان خراسان رضوی ایران است. بر پایه سرشماری عمومی نفوس و مسکن در سال ۱۳۹۰ جمعیت این روستا ۱۱۷ نفر (در ۲۸ خانوار) بوده است.